# Tenente Portela
Tenente Portela est une municipalité brésilienne située dans l'État du Rio Grande do Sul.